# Shadows in the Night
Shadows in the Night — тридцять шостий студійний альбом Боба Ділана, реліз якого відбувся 3 лютого 2015 року. Альбом складається з кавер-версій традиційних поп-пісень, обраних самим Діланом. Ще до виходу альбому Ділан записав кавер пісні «Full Moon and Empty Arms» й зробив її доступною для вільного потокового прослуховування онлайн 13 травня 2014 року. Альбом отримав позитивні відгуки від критиків.

## Про альбом
Shadows in the Night був записаний у 2014 році на студії «B» у Capitol Studios, де Френк Сінатра часто записував свої альбоми. Зі слів звукорежисера Ела Шмітта, пісні для альбому були записані Діланом разом із його концертним гуртом із 5 музикантів в одній кімнаті наживо і без навушників. Після закінчення запису задоволений Ділан сказав Шмітту, що ніколи не чув, щоб його власний голос звучав настільки добре. Варто зазначити, що за всю кар'єру музиканти це перший альбом, під час запису якого він не грав на жодному інструменті, обмежившись лише вокалом і продюсуванням.
Всього було записано 23 пісні, із яких для альбому було вибрано 10 балад, записаних Сінатрою в кінці 1950-х і на початку 1960-х років. Всі пісні належать до того періоду, коли Сінатра записав декілька тематичних альбомів, присвящених темі розлуки та невдачам в особистому житті. Чотири пісні взяті із альбому 1957-го року «Where Are You?», який вважається однією із найдепресивніших платівок Сінатри. Темп, вибраний Діланом для аранжування, дуже повільний, що надає пісням ще більш меланхолійного звучання. Як зазначає у своїй рецензії газета New York Times, Ділан усвідомлено опускає життєствердні пісні Сінатри, зосереджуючись на самотномсті, зруйнованим стосункам, минулому коханню і, в кінцевому підсумку, смерті.

## Список пісень
| #     | Назва                          | Тривалість |
| ----- | ------------------------------ | ---------- |
| 1.    | «I'm a Fool to Want You»       | 4:51       |
| 2.    | «The Night We Called It a Day» | 3:24       |
| 3.    | «Stay with Me»                 | 2:56       |
| 4.    | «Autumn Leaves»                | 3:02       |
| 5.    | «Why Try to Change Me Now»     | 3:38       |
| 6.    | «Some Enchanted Evening»       | 3:28       |
| 7.    | «Full Moon and Empty Arms»     | 3:26       |
| 8.    | «Where Are You?»               | 3:37       |
| 9.    | «What'll I Do»                 | 3:21       |
| 10.   | «That Lucky Old Sun»           | 3:39       |
| 35:17 |                                |            |